# Хуан Абурто
Хуа́н Абу́рто (ісп. Juan Aburto; *1918, Манагуа, Нікарагуа — 1988, Мехіко, Мексика) — нікарагуанський письменник, який вважається одним із піонерів сучасного іспаномовного оповідання у Латинській Америці.

## З життєпису
Багато подорожував Америкою та Європою.
Постійно проживав у Манагуа, де працював службовцем Національного банку. 
Помер у Мехіко в 1988 році під час зустрічі латиноамериканських письменників.

## З доробку
Як письменник Х. Абурто був споріднений з авторами всіх літературних поколінь після авангардизму (1927-1932). 
Тлом новел і оповідань автора є міське середовище Манагуа 1920-60 років з його колоритними персонажами від банківських службовців до мешканців нетрів. 
Серед творів:
- El convivio (1975)
- Se alquilan cuartos (1975)
- Los desaparecidos (1981)
- Prosa narrativa (1985).

Українською 2 оповідання Хуана Абурто в перекладі М. Жердинівської: «Зниклі безвісти» та «Мати-ігуменя» ввійшли до збірки «Латиноамериканські повісті та оповідання» (К., 2003).

## Джерело
- Хуан Абурто на www.biografiasyvidas.com (ісп.)